# Аковбян, Армаис Аристагесович
Армаис Аристагесович Аковбян (1900, Тебриз, Персия (Иран) — 1974, Ташкент) — видный советский учёный, врач-дерматолог, венеролог. Педагог. Доктор медицинских наук (1937). Профессор (1940). Заслуженный деятель науки Узбекской ССР (1960). Основатель узбекской школы дерматовенерологов.

## Биография
А. А. Аковбян родился 2 марта 1900 года в семье служащего в г. Тавризе [Тебризе] (Персия). В начале века семья переехала в Ашхабад, где прошли детские и юношеские годы Армаиса Аристагесовича, которые по его воспоминаниям были самыми светлыми и теплыми в его жизни. Случилось так, что в мужской классической гимназии города Ашхабада в одном классе учились одаренные и увлекающиеся натуры: композитор С. А. Баласанян, профессор-гематолог М. Г. Абрамов, известный востоковед М. Г. Асланов, автор первого пушту-русского словаря, профессор-хирург С. А. Масумов, открывший причину эндемического зоба в Ферганской долине, и другие. Всё это не могло не отразиться на формировании характера и личности А. А. Аковбяна. Он был музыкален, играл на трубе в гимназическом оркестре, участвовал в любительских постановках гимназического театра, прекрасно знал немецкий и латинский языки.
В 1919 г., закончив гимназию, Армаис Аристагесович добровольно вступил в Красную Армию, в 1920 г. поступил на первый курс только что организованного медицинского факультета Туркестанского государственного университета. Организаторами и первыми преподавателями были приехавшие из России ученые и врачи с мировым именем: П. Ф. Боровский, В. Ф. Войно-Ясенецкий, А. Н. Крюков и многие другие.
Окончив университет в 1926 г., А. А. Аковбян прошёл по конкурсу на должность ординатора кожно-венерологической клиники, а с 1930 г. был избран ассистентом кафедры дерматовенерологии, где проработал 44 года.
Становление А. А. Аковбяна как специалиста-дерматовенеролога происходило под руководством профессоров И. С. Мильмана и А. И. Картамышева. Оба этих ученых, получивших блестящее образование в России и за рубежом, оставили решающий след в его воспитании не только как специалиста высокого уровня, но и как человека большой культуры, широких и либеральных взглядов не только в науке, но и в жизни. В 1935 г. ему была присуждена научная степень кандидата медицинских наук без защиты — honoris causa. В 1937 г. А. А. Аковбян защитил докторскую диссертацию на тему «Иммунодиагностика и иммунотерапия мягкого шанкра».
В 1938 г. А. А. Аковбян находился в творческой командировке в отделении дерматологии Центрального кожно-венерологического института и на кафедре дерматовенерологии Первого Московского медицинского института. Заведующий кафедрой проф. П. С. Григорьев предложил молодому доктору наук место ассистента кафедры, однако этому не удалось осуществиться. По возвращении в Ташкент в мае 1938 г. А. А. Аковбян был арестован по доносу как «враг народа и организатор контрреволюционного подполья». Допросы и пытки не сломили этого на редкость добродушного и мягкого человека: он не подписал ни одной бумаги и не дал показаний против других.
В этот тяжелый период жизни А. А. Аковбяна судьба вновь сводит его с одним из его учителей: в одной с ним камере № 7 содержался архиепископ Лука (в миру проф. В. Ф. Войно-Ясенецкий). Именно его стойкость, ежедневные беседы и молитвы способствовали поддержанию духа заключенных, несмотря на то, что многие из них были мусульманами. через 20 месяцев, заболевший туберкулезом А. А. Аковбян, был освобожден из следственной тюрьмы из-за отсутствия улик, а впоследствии - полностью реабилитирован.
В 1940 г. А. А. Аковбян избирается профессором кафедры дерматовенерологии Ташкентского государственного медицинского института. Заведующим кафедрой в то время был проф. Ц. А. Кристанов, только что вернувшийся с гражданской войны в Испании, где он возглавлял санитарную службу интернациональных бригад.
С 1945 по 1971 г. А. А. Аковбян был заведующим кафедрой кожных и венерических болезней Ташкентского медицинского института. Научные интересы проф. А. А. Аковбяна были весьма разнообразными и широкими. В дерматологии он впервые в стране стал применять фуранокумарины в виде экстрактов из листьев фиги (инжира) для лечения больных витилиго, а также препараты глицирретовой кислоты, полученной из корней солодки, для лечения экземы, нейродермита и других дерматозов. Владея техникой гипноза, он достаточно успешно применял его для лечения больных красным плоским лишаём, экземой, крапивницей, нейродермитом и другими дерматозами.
Наиболее значительным был его вклад в венерологию. Его монографии были посвящены лечению мягкого шанкра, предупреждению и лечению осложнений при лечении сифилиса арсенидами, организационным вопросам борьбы с сифилисом в Узбекистане. Кафедра, руководимая А. А. Аковбяном, стала признанным в стране центром апробации новых методов лечения сифилиса пенициллином, экмоновоциллином, бициллинами.
Под руководством А. А. Аковбяна было выполнено 5 докторских и 16 кандидатских диссертаций, им опубликовано около 100 научных работ и 3 монографии. В течение 20 лет он был главным дерматовенерологом Минздрава Узбекской ССР, многие годы являлся председателем республиканского научного общества дерматовенерологов.
Прекрасный лектор, мягкий и отзывчивый человек, более 15 лет руководивший студенческим научным обществом, Армаис Аристагесович пользовался большим авторитетом и известностью среди студенчества. Наградами за его труд были ордена Трудового Красного Знамени, «Знак Почета» и более 10 медалей, почетное звание заслуженного деятеля науки Узбекской ССР, почетного члена Всесоюзного научного общества дерматовенерологов.
В 1971 г. А. А. Аковбян переходит на должность научного консультанта кафедры. В 1974 г. после тяжелой и продолжительной болезни он скончался и был похоронен на старом христианском кладбище в Ташкенте.